# セルウィウス・スルピキウス・ルフス
セルウィウス・スルピキウス・ルフス（ラテン語: Servius Sulpicius Rufus、紀元前106年または105年 - 紀元前43年）は、紀元前1世紀初期・中期の共和政ローマの政治家・軍人。紀元前51年に執政官（コンスル）を務めた。

## 出自
ルフスはパトリキ（貴族）であるスルピキウス氏族の出身であるが、その祖先はおそらくはカメリヌム（現在のカメリーノ）から来ている。スルピキウス氏族で最初に執政官になったのは紀元前500年のセルウィウス・スルピキウス・カメリヌス・コルヌトゥスであり、その後継続して高位官職者を輩出してきた。
キケロはその演説の中で、ルフスを「高貴な家に生まれ、誠実で勤勉」であるが、「文学や歴史に精通した人々には知られているものの、一般の有権者には知られていない」としている。但し、ルフスの近い祖先は重要な政務官職にはついていない。祖父に関しては全く不明で、父のプラエノーメン（第一名、個人名）はクィントゥスであるが、エクィテス（騎士階級）であった。このためキケロはルフスをノウス・ホモ（父祖に高位政務官をもたない新人）としている。
歴史学者は、父クィントゥスは紀元前88年の護民官プブリウス・スルキピウスの兄弟か従兄弟の可能性があるとしている。

## 経歴

### 早期の経歴
キケロの著作『ブルトゥス』の中で、マルクス・ユニウス・ブルトゥスは「あなた達（キケロとルフス）の年齢は、同じかほとんど違わない」と述べている。このことから、歴史学者はルフスの生誕年を紀元前106年または105年としている。ルフスとキケロは、ローマで同じような知的訓練を受けた。ルフスは民法に主な努力を集中した。この選択はクィントゥス・ムキウス（カエウォラ・ポンティフェクスまたはスカエウォラ・アウグル）に、法律に対する無知を指摘されたことがきっかけとされている。
ルフスがスカエウォラと会ったのはその晩年（ポンティフェクスは紀元前82年死去、アウグルは紀元前87年死去）で、また両人ともキケロの教師であった。ルフスはルキウス・ルキリウス・バルブスに法律を学び、後年にはケルケナのガイウス・アクィリウス・ガッルスからも学んだ（両者共にスカエウォラ・ポンティフェクスの弟子である）。
紀元前88年、ポプラレス（民衆派）の護民官プブリウス・スルキピウス（ルフスの親戚の可能性がある）は、幾つかの法案を成立させたが、これがきっかけとなってオプティマテス（門閥派）のスッラと民衆派のマリウスの間に内戦が勃発する。プブリウスはすぐに殺害されたが、内戦はマリウス派が一時的に勝利を収めた。ローマがマリウス派に支配されている間は、ルフスは平和に暮らしていたが、やがてマリウスも死去し、紀元前82年にはスッラがローマを奪還した。このため、ルフスもキケロも一時ローマを離れ、この間にロードスでギリシアの修辞家の指導のもとで教育を受けている（紀元前78年）。ローマに戻ったルフスは、弁論術で二番になるよりも学問で一番になるほうを選んだ。

### クルスス・ホノルム
ルフスの政治家としての第一歩ポは、クァエストル（財務官）であった。正確な時期は不明だが、同僚の一人にルキウス・リキニウス・ムレナがおり、ムレナは紀元前73年には第三次ミトリダテス戦争でレガトゥス（副司令官）を務めていることから、歴史学者R. ブロートンは財務官就任年を紀元前74年としている。一方でF. ミュンツァーは紀元前75年と考えている。何れにせよ、くじ引きの結果としてルフスはオスティアを担当することになった。この地域での仕事は「あまり楽しいものではなく、困難かつ苛立たしいことで知られている」ものであった。
紀元前65年にはプラエトル（法務官）に就任した。法務官として、ルフスは公金横領を裁く法廷（Questio peculatus ）を担当した。法務官任期満了後に、前法務官として何れかの属州の総督になることができるが、ルフスはこれを断っている。コルネリウス法（Lex Cornelia de magistratibus）で定められた期間が経過した紀元前63年、ルフスは次期執政官選挙に立候補した。他の候補者はムレナ、デキムス・ユニウス・シラヌス、ルキウス・セルギウス・カティリナであった。当選したのはムレナとシラヌスであった。ルフスはムレナを選挙違反（crimen de ambitu）で告訴した。検察側は次期護民官に選出されていたマルクス・ポルキウス・カト・ウティケンシスとグナエウス・ポストゥミウスであった。マルクス・リキニウス・クラッスス、クィントゥス・ホルテンシウス・ホルタルスおよびキケロがムレナの弁護を行った。裁判は紀元前63年11月後半に行われたが、ローマの状況が非常に憂慮すべきものとなっていた頃であった。カティリナは違法な手段で権力を奪取する方法に転向し、11月8日に元老院で無罪を訴えた後、反乱の準備が進んでいたエトルリアに向かった。一方で、その有力な支持者の多くがローマに残っていた。現体制への直接的な脅威の存在は、権力の継続性の立場を強めた。また、キケロは長い演説の中でルフスに対する尊敬の念を持って語る一方で、知的業績はあるがムレナを執政官とした場合の軍事的利益よりも明らかに劣るとし、その言葉の中にはルフスに対する侮辱的な皮肉さえあった。結果、ムレナは無罪となり、紀元前62年の執政官に就任した。
この敗北後、ルフスは長い間執政官選挙に立候補しようとはしなかった。紀元前59年にはアウルス・ガビニウスと共に立候補すると言う噂が流れたが、実現しなかった。現役執政官のカエサルが、義父にあたるルキウス・カルプルニウス・ピソ・カエソニヌスを支持することを知り、立候補を諦めたのだ。
紀元前52年、前年からローマは混乱していたが、マルクス・カルプルニウス・ビブルスがポンペイウスを単独で執政官とすることを提案し、元老院もこれを認めた。ルフスはインテルレクス（臨時摂政）として民会を開催し、ポンペイウスを執政官に選出した（後にクィントゥス・カエキリウス・メテッルス・ピウス・スキピオ・ナシカをもう一人の執政官に選出される）。

### 執政官
紀元前51年、ついにルフスは執政官となった。三頭政治を構成していたクラッススは紀元前53年に死去しており、残るポンペイウスとカエサルの関係は、この頃には極めて悪化していた。歴史学者の間では、どちらがルフス当選を支援したのかは、意見が分かれている。ミュンツァーはポンペイウスが執政官に選出されたことの見返りとしてルフスを支援したと考えている。A. エゴロフは、カエサルが政敵であるカトの当選を阻止するために、本来の意思に反してルフスを支持したとしている。カトはポンペイウス派のマルクス・クラウディウス・マルケッルスと組んで選挙に臨んだが、選挙運動で有権者の反感を買ってしまい、ルフスとマルケッルスが当選した。
この執政官任期中に、ローマの政治抗争はさらに激化した。ルフスは、すでに年の初めに内戦の可能性を元老院で警告していたが、誰も彼の言うことを聞かなかった。同僚のマルケッルスはルフスより影響力があり、決断力があり、積極的な人物であったが、明らかにカエサルを想定した二つの法案を提出した。カエサルはガリアにいたが、少し前にガリア・キサルピナのコムムの住人にローマ市民権を与えていた。マルケッルスはこれを違法とし、さらにカエサルの属州総督任期が満了する前に、後継者を任命することを提案した。また、出征中の将軍がローマに不在のまま執政官に立候補することも禁じた。これらの法案が成立した場合、カエサルは私人としてローマに帰らなければならず、その時には確実に裁判にかけられることを意味した。ルフスは反対を表明したが、元老院はこれらの提案を承認した。しかし、護民官の反対のために法的効力は生じなかった。
ルフスはパルティアの脅威を過小評価しており、執政官任期中に、キリキア属州とシリア属州援軍を送るための兵の募集を、イタリアで実施することに反対した。彼はまたロードスとの古い同盟条約の確認を主張したが、それは彼の青春時代の思い出と結びついていた。

### その後
紀元前49年1月、カエサルがローマに向かって軍を進めると、ルフスは現当院議員の大部分と同じく、ローマを離れた。しかし、他の多くとは異なり、バルカン半島に渡ったポンペイウスとは行動を共にしなかった。キケロと同じく、ルフスはカンパニアに留まったが、次に何をすべきかわからず、紛争が平和的に解決することを望んでいた。5月初めのキケロの書簡によれば、ミントルナエのガイウス・クラウディウス・マルケッルス・ミノルの別荘に滞在していたようである。
カエサルと敵対することを避けるため、ルフスはブルンディシウムを包囲するカエサル軍に息子を従軍させた。その後ルフスはローマに戻ってカエサル派を支持し、手薄となった元老院議員として活動した。ルフスはガイウス・トゥレバティウス・テスタを介して、キケロにローマに戻るように説得したが、これは成功しなかった。一方カエサルに対しては、ヒスパニアへの遠征を取りやめ、ポンペイウスと和平を結ぶように促した。カエサルとポンペイウスの交渉は実現しなかったが、ヒスパニア遠征も中止された。
ルフスはクマミ近くでキケロに会っている。そこでカエサルがポンペイウスの選挙収賄法で有罪となったものを復職させることを決定した場合には、自分は引退して亡命するつもりだと伝えている。カエサルはそれを実行したが、ルフスが亡命したかは不明である。この後1年半、ルフスに関する記録はない。おそらくは執政官の同僚であったマルケッルスと同じく、ルフスもポンペイウスの支配する地域には向かったものの、その陣営には行かなかったと思われる。おそらくは知的な仕事ができる、静かな場所にいたのであろう。紀元前47年夏、マルクス・ユニウス・ブルトゥスがサモス島にいたルフスを訪ねている。ルフスはポンペイウスがファルサルスの戦いで敗北した後、そこにいたようだ。
紀元前46年初め、カエサルは最終的にルフスを味方につけることに成功した。ルフスは恐らくはプロコンスル（前執政官）権限でアカエア属州（ギリシア）の総督になった。キケロへの書簡で、ルフスは総督職を受け入れた理由を説明しており、キケロは「あなたが述べた全ての理由は最も正当なものであり、あなたの権威と慎重さに完全に値するものです」と回答している。当時、ポンペイウスの支持者の多くがギリシアに避難していたが、ルフスは彼らに可能な限りの寛大さを示しており、それはカエサルの「慈悲の政策」に基づくものであった。
ルフスは紀元前45年の秋にはローマに戻った。カエサル暗殺（紀元前44年3月）直後、ルフスは3月のイードゥース（15日）以降にカエサルの命令や 許可を記した石版の出版を禁止することを提唱した。同年5月、元老院とカエサル派のトップであるマルクス・アントニウスとの対立が再び内戦に発展することを恐れたルフスは、5年前と同じようにローマを去った。しかしこの懸念は幸いにして杞憂に終わった。年末にはルフスはローマに戻った。アントニウスがカエサル暗殺犯の一人であるデキムス・ユニウス・ブルトゥス・アルビヌスからガリア・キサルピナ総督職を奪い取ろうとしたときには、元老院はカエサルの養子であるオクタウィアヌスと共にアントニウスに対抗することを決定した。オクタウィアヌスはまだ20歳にもなっていなかったが、ルフスは紀元前43年1月1日の会議で、コルネリウス法（Lex Cornelia de magistratibus）の年齢制限を無視して、オクタウィアヌスが政務官職につくことを認めるよう提案した。
ルフスはアントニウスとデキムス・ユニウス・ブルトゥスの戦争を避けるため、アントニウスを説得する特使の一人に選ばれた。他の特使はルキウス・カルプルニウス・ピソ・カエソニヌスとルキウス・マルキウス・ピリップス で、何れも執政官経験者であった。ルフスは健康上の問題があったにもかかわらず、この任務を受け入れた。彼は、他の二人がカエサル派に近く（ピソの娘はカエサルの妻、ピリップスはオクタウィアヌスの継父）、あまりにも従順すぎるのではないかと恐れていた。しかし紀元前43年1月中頃、ムティナ近くのアントニウスの陣営に到着する前に、ルフスは死去した。
紀元前43年2月4日の元老院の会議では、国費でルフスの墓を建立し、彼の像をロストラ（演壇）の前に置くことが決定された。これらの提案は、プブリウス・セルウィウス・イサウリクス（紀元前48年執政官）と現役執政官ガイウス・ウィビウス・パンサ・カエトロニアヌスによってそれぞれ提出され、キケロがこれらの提案を一つの法案にまとめた。また、『第九ピリッピカ』として知られる、この問題に関する長時間の演説を行っている。像と墓は、その後エスクイリヌスの丘に建てられた。キケロはガイウス・トレボニウスとガイウス・カッシウス・ロンギヌス宛書簡の中で、ルフスの死を大きな損失と書いている。

## 知的活動
ルフスはその生涯を法律学に捧げ、同時代の人々の目にも法律史の中で最も著名な専門家とみなされていた。キケロによれば、ルフスは実践的な知識だけでなく、深い学問的方法(弁証術)を身に着けており、スカエウォラ・アウグルよりも上だった。「他の人たちによって漠然と扱われていたことに対して、全ての方法の中で最も重要なこの弁証法を使って光を当てた。さらには文学の知識や完成され洗練された弁論術を結びつけた」。
ルフスには法律関連の約180の著作があり、その多くは、少なくともセクストゥス・ポンポニウスの時代まで、つまり2世紀まで残っていた。残念ながら現在では、取るに足らない断片を除いて失われており、4つのタイトルだけが残っているのみである；「寄付について」（De dotibus）、「礼拝の拒否について」（De sacris detestandis） 、「スカエウォラに対する反論」（Reprehensa Scaevolae capita）、「ブルトゥスへ」（Ad Brutum） である。おそらくルフスは『十二表法』の解説も出版していると思われる。その著作はアウルス・ゲッリウス の『アッティカ夜話』の中で引用されているだけでなく、後のローマの法学者の著作の現存する断片や、2世紀の法学者ガイウスの『法学提要』の中でも引用されている。これらがルフスの著作から直接引用されたものなのか、それとも彼の弟子の著作から引用されたものなのかは不明である。
ルフスが法律の研究に専念しなければ、その次代の最高の弁論家になっていたかもしれない。クインティリアヌスは、ルフスは法廷で行なった3つの演説のおかげで弁論家として有名にったとしており、そのテキストは少なくとも紀元後1世紀の終わりまで残っていた。そのうちの一つは、マルクス・ウァレリウス・メッサッラ（ニゲルまたはルフス）に対するものであったことが知られている。

## 人物
ルフスは「全くまともな人物」との評判を得ていた。同時代の人々はルフスを辛辣で喧嘩っ早いとも評価していた 、鈍くて冷たい。また、キケロの著作から、ルフスに関する様々なことが分かる。紀元前63年の『ムレナ弁護』では、ルフスに対して皮肉を込めて語り、時には攻撃的な部分もあるが、同時に目に見える敬意を払い、彼の知的業績を称え、彼を友人と呼んでいる。紀元前46年に書かれた『ブルトゥス』では、ルフスが存命であるにもかかわらず、「弁論術でも一流の人たちと肩を並べることが出来たはずだ」と述べている。紀元前44年の『義務について』では、直接名前をあげてはいないが、ルフスを「法の知識ではすべての先人を簡単に凌駕していたであろう人」と最高の評価を与えている（そのルフスでさえも内戦を阻止できなかったという流れではあるが）。
ルフスの死去に関連しての元老院演説『第9ピリッピカ』では、キケロは亡くなった友人を、祖国に威厳を持って仕えた人々の一人として称賛し、それゆえに死後の栄光を得る権利があるとした。元老院議員たちにカエサル派との対決を続けるように促すために、キケロはルフスを原則に忠実な自由の戦士として描写した。キケロからルフスへの書簡が5通。またルフスからキケロへの書簡が2通現存しているが、1通では娘の死に関連してキケロを慰めており、もう1通は執政官時代の同僚であったマルケッルスの死去について語っている。

## 家族
ルフスはポストゥミウス氏族出身の妻と結婚していた。噂によれば、彼女はカエサルおよびガイウス・ポンプティヌスと浮気をしていた。この結婚で息子が一人と娘が二人生まれた。娘の一人はルキウス・カッシウス・ロンギヌス（紀元前44年護民官）と結婚し、もう一人は歴史家・法律家のクィントゥス・アエリウス・トゥベロと結婚した。

## 参考資料

### 古代の資料
- アッピアノス『ローマ史』
- アウルス・ゲッリウス『アッティカ夜話』
- プルタルコス『対比列伝』
- ガイウス・スエトニウス・トランクィッルス『皇帝伝』
- マルクス・トゥッリウス・キケロ『ブルトゥス』
- マルクス・トゥッリウス・キケロ『義務について』
- マルクス・トゥッリウス・キケロ『アッティクス宛書簡集』
- マルクス・トゥッリウス・キケロ『友人宛書簡集』
- マルクス・トゥッリウス・キケロ『ブルトゥス宛書簡集』
- クインティリアヌス『弁論家の教育』

### 研究書
- Grimal P. Cicero. - M .: Molodaya gvardiya, 1991 .-- 544 p. - ISBN 5-235-01060-4 .
- Egorov A. Julius Caesar. Political biography. - SPb. : Nestor-History, 2014 .-- 548 p. - ISBN 978-5-4469-0389-4 .
- Utchenko S. Julius Caesar. - M .: Mysl, 1976 .-- 365 p.
- Broughton R. Magistrates of the Roman Republic. - N. Y. , 1952. - Vol. II. - P. 558.
- Münzer F. Postumius 69 // Paulys Realencyclopädie der classischen Altertumswissenschaft . - 1953. - Bd. XXII, 1. - Kol. 949-950.
- Münzer F. Sulpicius 95 // Paulys Realencyclopädie der classischen Altertumswissenschaft . - 1931. - Bd. II, 7. - Kol. 851-860.
- Münzer F. Sulpicius 96 // Paulys Realencyclopädie der classischen Altertumswissenschaft . - 1931. - Bd. II, 7. - Kol. 860-862.
- Sumner G. Orators in Cicero's Brutus: prosopography and chronology. - Toronto: University of Toronto Press, 1973 .-- 197 p. - ISBN 9780802052810
- Syme R. The Augustan Aristocracy. Oxford University Press, 1986.